# Lesser Ury
Lesser Ury (7 novembre 1861 - 18 octobre 1931) est un peintre et graveur allemand de style impressionniste.

## Biographie
Il est né Leo Lesser Ury à Birnbaum, fils d'un boulanger dont la mort en 1872 a été suivie par un déménagement de la famille à Berlin. En 1878, Lesser Ury quitte l'apprentissage qu'il avait commencé chez un commerçant et l'année suivante, il se rend à Düsseldorf pour étudier la peinture à la Kunstakademie. Il réside un moment à Bruxelles, Paris et Stuttgart avant de retourner à Berlin en 1887.
Sa première exposition a eu lieu en 1889 et a rencontré un accueil hostile. Mais, parrainé par Adolph von Menzel dont l'influence était grande à l'Académie, Ury reçoit un prix. En 1893, il rejoint la Sécession de Munich, l'une des nombreuses sécessions formées par les artistes progressistes en Allemagne et en Autriche au cours des dernières années du XIXe siècle. En 1901, il retourne à Berlin où il expose avec la Sécession berlinoise, d'abord en 1915 et surtout en 1922, lors d'une grande exposition du mouvement. À ce moment, la réputation d'Ury grandit : ses peintures et pastels sont très demandés. Ses sujets sont des paysages, des paysages urbains et les scènes d'intérieur, traités dans une manière impressionniste.
Ury est surtout remarquable pour ses peintures de scènes nocturnes de café et des rues sous la pluie. Il avait pris l'habitude de copier ses compositions afin de les vendre tout en conservant les originaux. Cette pratique a beaucoup nui à sa réputation.
Toujours introverti et méfiant, Ury est devenu de plus en plus solitaire dans ses dernières années. Il est mort à Berlin et est enterré dans le cimetière juif de Berlin-Weissensee.

## Œuvre

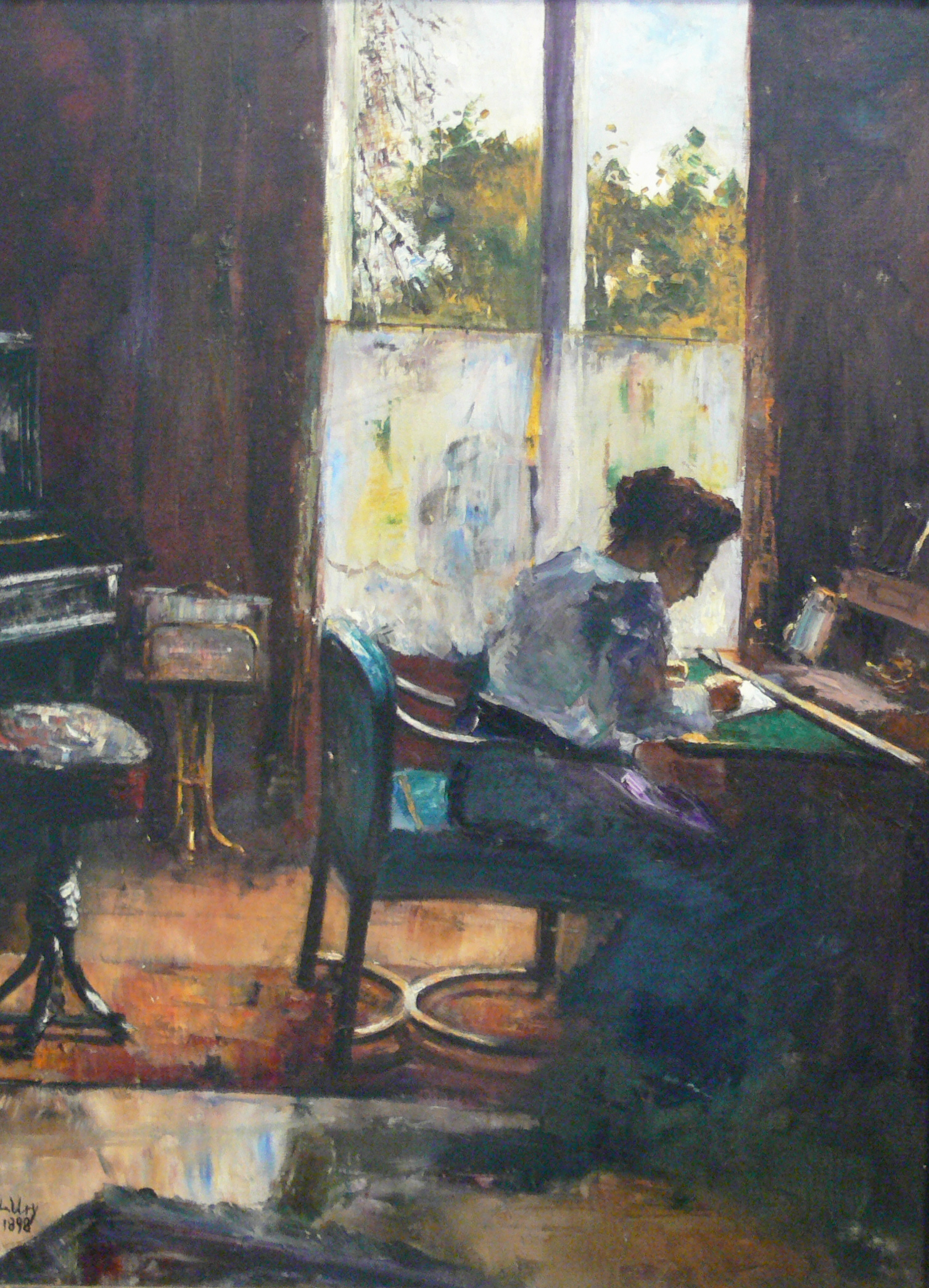
Femme à son secrétaire, 1898.

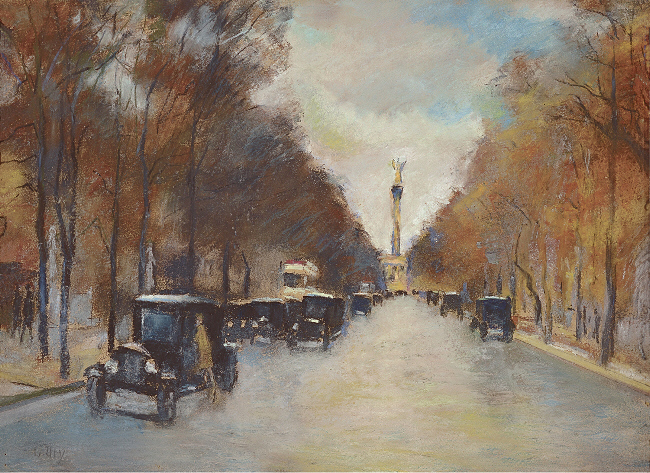
L'Allée de la Victoire à Berlin, 1920.

- Moulins à vent près de Rotterdam (étude), 1913, huile sur toile, 60 × 73 cm[1]
- Nollendorfplatz la nuit, 1925, huile sur toile, 72 × 54 cm, Nationalgalerie, Berlin[2]